# Friedrich Wilhelm von Bestenbostel
Friedrich Wilhelm von Bestenbostel, abgekürzt F. W. v. Bestenbostel, auch als Friedrich Wilhelm von Bestenbostell, abgekürzt F. W. v. Bestenbostell bezeichnet, war eine vor Beginn der Industrialisierung des Königreichs Hannover gegründete Juwelen- sowie Gold- und Silberwaren-Manufaktur in Celle. Das Unternehmen bestand bis 1930.

## Geschichte
Gründer des 1827 eröffneten Celler Unternehmens war Friedrich Wilhelm von Bestenbostel (geboren vor 1815; gestorben nach 1828).
1839 bis 1845 durchlief Joachim Heinrich Otto Brunckhorst eine Lehre als Gold- und Silberarbeiter beim Juwelier von Bestenbostel, um bald darauf die dann mehr als 150 Jahre bestehende Uhren-, Gold- und Juwelenhandlung H. O. Brunckhorst zu begründen.
Spätestens 1871 war von Bestenbostel als Juwelier Mitglied im Gewerbe-Verein für Hannover geworden.
Nach der Reichsgründung präsentierte die Firma v. Bestenbostel, F. W., Juwelier, Gold- und Silberwaaren-Fabrikant, nun mit dem neuen Inhaber „L. Wetterquist“, 1878 zur Allgemeinen Gewerbeausstellung der nunmehr preußischen Provinz Hannover, verschiedene Juwelen und Goldsachen im Welfengarten der vormaligen Residenzstadt Hannover.
Die „Gold- und Silberwarenhandlung F. W. v. Bestenbostel“ mit ihrem letzten Inhaber Karl Flachsbart hatte bis kurz nach Beginn der Weltwirtschaftskrise 1930 Bestand. Sitz des Unternehmens war das Celler Haus Am Markt 9.

## Bekannte Werke
- 1815: silberne Oblatendose in der Müdener Kirche[3]
- nach 1828; in der Bröckeler Kirche:
  - Oblatendose, Silber[3]
  - silbernes Kelchlöffelchen[3]